# Jacques Lauriston
Jacques Lauriston, francoski maršal in politik, * 1. februar 1768, Pondicherry, Indija, † 12. junij 1828.